# جو كوني
جو كوني (بالإنجليزية: Joe Cooney)‏ هو لاعب قذف أيرلندي، ولد في 17 مارس 1965 في Bullaun, County Galway ‏ في جمهورية أيرلندا.